# Phoma valerianellae
Phoma valerianellae är en lavart som beskrevs av Boerema & C.B. De Jong 1968. Phoma valerianellae ingår i släktet Phoma, ordningen Pleosporales, klassen Dothideomycetes, divisionen sporsäcksvampar och riket svampar.   Inga underarter finns listade i Catalogue of Life.